# Stéphane Braunschweig
Stéphane Braunschweig (* 5. Juli 1964 in Paris) ist ein französischer Theaterregisseur und Theaterleiter.

## Leben
Braunschweig besuchte das Lycée Victor Duruy in Paris und studierte Philosophie an der École normale supérieure de Saint-Cloud. 1987 wechselte er an die von Antoine Vitez geleitete École du Théâtre national de Chaillot, wo er drei Jahre lang ausgebildet wurde. Danach gründete er sein erstes eigenes Ensemble, das „Théâtre-Machine“.
Er war von 1993 bis Juni 1998 Chefregisseur des Centre dramatique national Orléans-Loiret-Centre in Orléans.
Von 2000 bis 2009 war er Direktor des Théâtre national de Strasbourg und der angeschlossenen Theaterhochschule.
2010 übernahm er die Leitung des Théâtre national de la Colline in Paris von Alain Françon.
Neben seinen zahlreichen Schauspielinszenierungen ist er auch regelmäßig in Frankreich und international als Opernregisseur tätig, u. a. für das Théâtre du Châtelet und das Théâtre des Champs-Élysées in Paris, das Brüsseler Opernhaus La Monnaie/De Munt, die Wiener Festwochen und das Teatro alla Scala in Mailand. Er inszenierte für die Salzburger Osterfestspiele Wagners und von 2006 bis 2009 in Aix-en-Provence Wagners Ring des Nibelungen.
2008 und 2009 inszenierte er an der Mailänder Scala Don Carlo von Giuseppe Verdi und Jenufa von Leoš Janáček.

## Ehrungen
- 1991: Prix de la révélation théâtrale de l’année („Preis für die theatralische Offenbarung des Jahres“) des Syndicat de la critique für seine Trilogie Les Hommes de neige
- 2000: Bayerischer Theaterpreis für Woyzeck von Georg Büchner am Bayerischen Staatsschauspiel
- 2005 und 2009: Preise des Syndicat de la critique
- 2009: Nominierung für den Molière (Beste Regie) für Tartuffe
- Ritter der Ehrenlegion
- 2017 Commandeur des Königlich norwegischen Verdienstordens[1].